# John Alston Bodden
John Alston Hoore Bodden (né le 3 octobre 1981 à La Ceiba au Honduras) est un footballeur international hondurien, qui évolue au poste de gardien de but.

## Biographie

### Carrière en sélection
Avec l'équipe du Honduras, il joue 4 matchs (pour aucun but inscrit) entre 2007 et 2009. Il figure notamment dans le groupe des sélectionnés lors des Gold Cup de 2003 et de 2009. Son équipe atteint les quarts de finale en 2003 et les demi-finales en 2009.

## Palmarès
CD Victoria
- Championnat du Honduras :
  - Vice-champion : 2006 (Clôture) et 2012 (Ouverture).